# 兰占巴沟口遗址
兰占巴沟口遗址，位于中国青海省湟源县东峡乡兰占巴沟口，为青海省市县级文物保护单位，公布日期为1987年4月27日，类型为古遗址。
兰占巴沟口遗址的历史年代为卡约文化。